# Festivus
Pour les articles homonymes, voir Festivus (homonymie).
Festivus (API : /'fɛstɪvəs/) est une fête laïque célébrée le 23 décembre comme une alternative aux pressions perçues et au mercantilisme de la période de Noël. Créé à l'origine par l'auteur Daniel O'Keefe, Festivus est entré dans la culture populaire après avoir été au centre de l'épisode la série Seinfeld « The Strike », (Dans la soupe, 166e épisode, neuvième saison), co-écrite par le fils de O'Keefe, Dan O'Keefe.
La célébration de cette fête non-commerciale, telle que décrite dans Seinfeld, a lieu le 23 décembre. Elle comprend un dîner, un mât de fête en aluminium sans ornement, ainsi que des pratiques telles que « l'expression des griefs » et des « exploits de force » et l'étiquetage d'événements facilement explicables en tant que « miracles Festivus ». L'épisode le qualifie comme étant « un Festivus pour le reste d'entre nous ».
Festivus est décrit à la fois comme une fête parodique et comme une forme de résistance ludique au consumérisme. Le journaliste Allen Salkin le décrit comme « le thème laïc parfait pour un rassemblement de décembre tout-compris ».

## Histoire
Festivus a été conçu par l'auteur et éditeur Daniel O'Keefe, le père du scénariste de télévision Dan O'Keefe, et a été célébré par sa famille dès 1966. Alors que le mot latin fēstīvus signifie « excellent, jovial, vivant », et dérive de fēstus, qui signifie « joyeux ; jour de fête, jour de fête »,,, Festivus a été inventé par l'aîné O'Keefe en reprenant ce sens. Selon lui, le nom « m'est venu spontanément ». Dans la tradition originale d'O'Keefe, la fête aurait eu lieu pour célébrer l'anniversaire du premier rendez-vous de Daniel O'Keefe avec sa future épouse, Deborah. L'expression « un Festivus pour le reste d'entre nous » faisait à l'origine référence à ceux qui restaient après la mort de la mère de l'aîné O'Keefe, Jeanette, en 1976 ; c'est-à-dire que le « reste d'entre nous » sont les vivants, par opposition aux morts,.
En 1982, Daniel O'Keefe a écrit un livre, Stolen Lightning: The Social Theory of Magic, qui traite du rituel idiosyncratique et de sa signification sociale, un thème pertinent pour la tradition Festivus.
Festivus est désormais célébrée le 23 décembre, comme le montre l'épisode de Seinfeld écrit par le jeune O'Keefe.

### Seinfeld
L'épisode de Seinfeld dans lequel Festivus était intitulé « The Strike » (la grève, le titre utilisé en version française est « Dans la soupe »), bien que O'Keefe note que les scénaristes auraient plus tard souhaité l'appeler « The Festivus ». Il a été diffusé pour la première fois le 18 décembre 1997 (saison.
L'intrigue tourne autour de Cosmo Kramer (Michael Richards) qui revient travailler à son ancien emploi, H&H Bagels. Alors qu'il dîne au restaurant Monk's, George Costanza (Jason Alexander) ouvre son courrier et reçoit une carte de son père disant : « Cher fils, joyeux Festivus » (Dear Son, Happy Festivus). Cela conduit Jerry Seinfeld et Elaine Benes (Julia Louis-Dreyfus) à discuter de la création de Festivus par le père de George, bien que George ne veuille pas que cela soit évoqué. Kramer s'intéresse alors à la résurrection de cette fête lorsque, à la boutique de bagels, Frank Costanza (Jerry Stiller) lui raconte comment il a créé Festivus comme une fête alternative en réponse à la commercialisation de Noël.
Pendant ce temps, George crée des cartes de dons pour une fausse association caritative appelée ''The Human Fund'' (avec le slogan « De l'argent pour les gens ») au lieu de devoir offrir des cadeaux de Noël au bureau. Lorsque son patron, monsieur Kruger (Daniel von Bargen), interroge George à propos d'un chèque de 20 000 dollars américains qu'il lui a donné pour qu'il le donne au Human Fund en tant que don d'entreprise, George invente à la hâte l'excuse selon laquelle il a créé le Human Fund parce qu'il craignait d'être persécuté pour ses croyances, de célébrer Festivus au lieu de Noël. Tentant d'appeler son bluff, Kruger rentre chez lui avec George pour voir Festivus en action.
Kramer finit par se remettre en grève de son travail de vendeur de bagels lorsque son manager lui annonce qu'il ne peut pas prendre congé le 23 décembre pour célébrer sa nouvelle fête. On voit ensuite Kramer sur le trottoir en train de piqueter devant H&H Bagels, portant une pancarte sur laquelle on peut lire « Festivus oui ! Bagels non ! » et scandant à tous ceux qui passent devant le magasin : « Hé ! Pas de bagel, pas de bagel, pas de bagel... ».
Finalement, chez Frank dans le Queens, à New York, Jerry, Elaine, Kramer et George se réunissent pour célébrer Festivus. George amène Kruger pour lui prouver que Festivus est « trop réel ».
Initialement, O'Keefe était réticent à insérer la tradition de sa famille dans cet épisode, mais lorsque les producteurs exécutifs Alec Berg et Jeff Schaffer ont appris l'existence de cette fête bizarre par l'intermédiaire du frère d'O'Keefe, ils sont devenus curieux, puis enthousiastes, puis ont insisté pour qu'elle ait une place dans l'épisode. Schaffer a déclaré plus tard : « C'est le problème avec les histoires de Seinfeld, les vraies sont toujours les meilleures. Il y a parfois une nuance dans la réalité qui est tout simplement parfaite. Nous aurions pu rester assis dans une pièce pendant un milliard d'années et nous n'aurions jamais inventé Festivus. C'est fou et hilarant et tellement drôle et tellement dérangeant. C'est génial ».

## Pratiques et traditions festives
Les pratiques et traditions de Festivus ont commencé comme pratiques familiales des O'Keefe, et se sont ensuite étendues pour inclure les traditions introduites dans l'épisode de Seinfeld de 1997, The Strike (Dans la soupe).

### Pratiques de la famille O'Keefe (1966-1997)
Les vacances de la famille O'Keefe comprenaient d'autres pratiques, comme détaillé dans The Real Festivus (2005), un livre du fils de Daniel O'Keefe, Dan O'Keefe,. En plus de fournir un récit à la première personne de la première version de la fête Festivus célébrée par la famille O'Keefe, le livre raconte comment Dan O'Keefe a modifié ou remplacé les détails de l'invention de son père pour créer l'épisode de Seinfeld.

#### Horloge Festivus
Dans un programme de CNN de 2013 portant sur les origines de Festivus, O'Keefe a parlé des expériences réelles liées à cette fête. Le père d'O'Keefe, à l'origine de certaines des traditions Festivus désormais reconnues, utilisait une horloge dans un sac cloué au mur, et non un poteau en aluminium. Ce n’était jamais le même sac, rarement la même horloge, mais toujours le même mur. Le clouage était le plus souvent fait en secret et ensuite révélé fièrement à sa famille. Le jeune O'Keefe a déclaré à CNN : « Le véritable symbole de cette fête était une horloge que mon père mettait dans un sac et clouait au mur chaque année... Je ne sais pas pourquoi, je ne sais pas ce que cela signifie, il ne me l'a jamais dit. Il disait toujours : « ce n'est pas à toi de le savoir ».

### Pratiques fictionnelles introduites en raison de l'épisode téléviséde Seinfeld(à partir de 1997)
La fête, telle que décrite dans l'épisode de Seinfeld.

#### Mât de Festivus

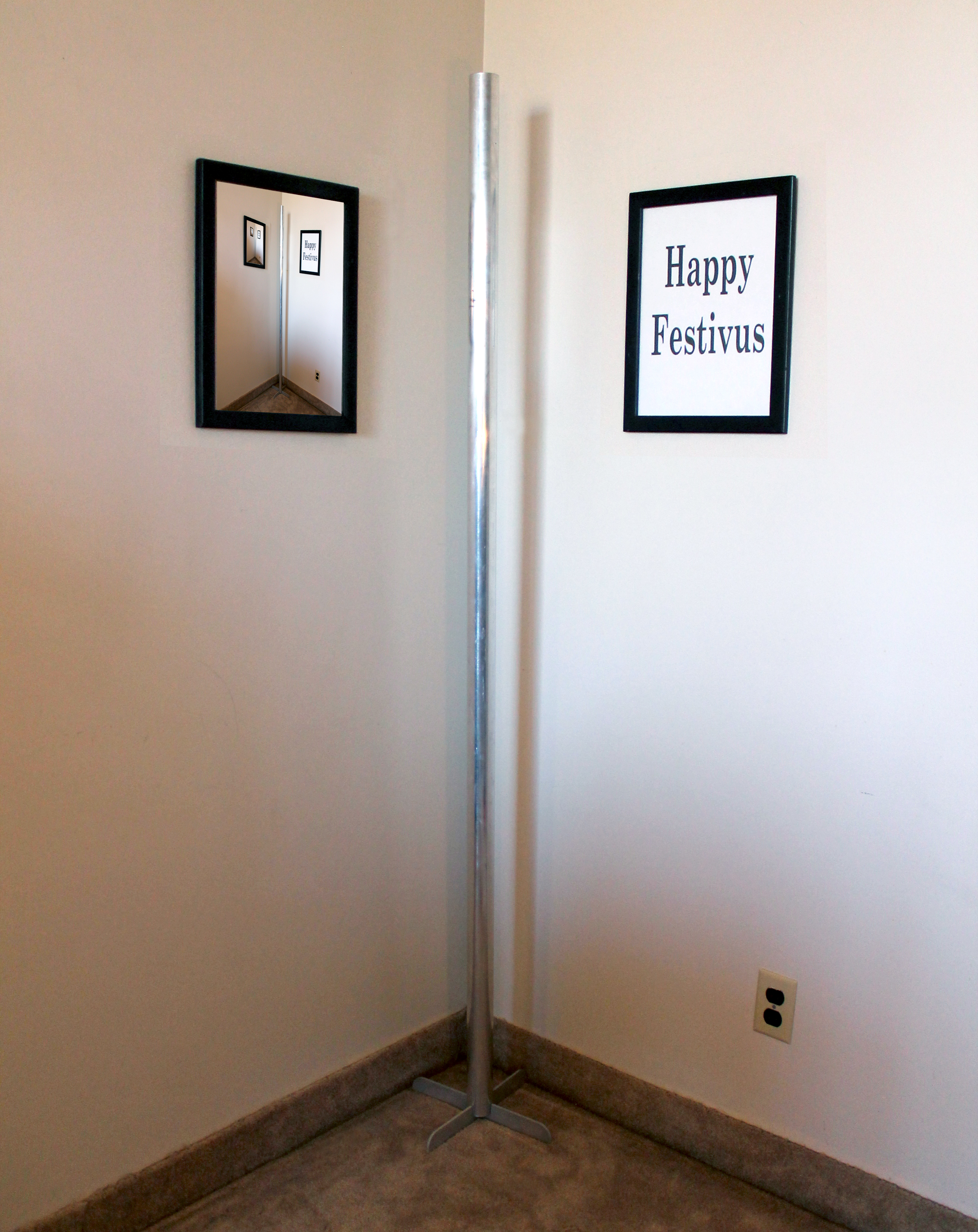
Mât de Festivus

Dans l'épisode, la tradition du Festivus commence avec un poteau en aluminium. Frank Costanza cite son « rapport résistance/poids très élevé » comme étant attrayant. Pendant Festivus, le mât est exposé sans ornement, car Frank trouve que « les guirlandes sont distrayantes ». Dan O'Keefe attribue le mérite à son collègue scénariste de Seinfeld, Jeff Schaffer, d'avoir introduit le concept. Le poteau en aluminium ne faisait pas partie de la célébration familiale originale des O'Keefe, qui consistait à mettre une horloge dans un sac et à le clouer au mur.
En 2021, les comptes Twitter, YouTube et autres réseaux sociaux de Seinfeld, ainsi que l'organisation environnementale One Tree Planted, ont tenté de donner une nouvelle signification environnementale au poteau, en s'engageant à planter un arbre pour chaque personne qui publiait un selfie avec un poteau en utilisant le hashtag #FestivusSavesTrees. Soulignant que l'utilisation d'un poteau Festivus au lieu d'un sapin de Noël permet de sauver un arbre, ils ont également déclaré que pour cela, le poteau ne devrait pas nécessairement être en aluminium, mais pourrait être n'importe quel type de poteau de n'importe quelle taille,,.

#### Dîner de Festivus
Dans l'épisode The Strike, un dîner de célébration est montré le soir de Festivus avant les exploits de force et pendant l'expression des griefs. Le repas diffusé à l'antenne montre Estelle Costanza servant un aliment en forme de pain de viande rouge tranché sur un lit de laitue. Dans l'épisode, aucun alcool n'est servi au dîner, mais le patron de George, monsieur Kruger, boit quelque chose dans une flasque.
Le dîner de fête original dans la famille O'Keefe comprenait de la dinde ou du jambon comme décrit dans The Real Festivus de Dan O'Keefe.

#### Expression des griefs
L'« expression des griefs » a lieu immédiatement après que le dîner Festivus ait été servi. Dans l'épisode télévisé, Frank Costanza a commencé par la phrase : « J'ai eu beaucoup de problèmes avec vous, et maintenant vous allez en entendre parler ! » Chaque personne s'en prend aux autres et au monde entier pour leur dire à quel point ils ont été déçus au cours de l'année écoulée. Certains professionnels de la santé mentale pensent que le fait de disposer d'un espace permettant aux gens d'exprimer certaines de leurs doléances à leur famille et à leurs amis pourrait en fait être bénéfique pour la santé mentale, même si c'est quelque chose que les autres fêtes évitent généralement.

#### Les exploits de force

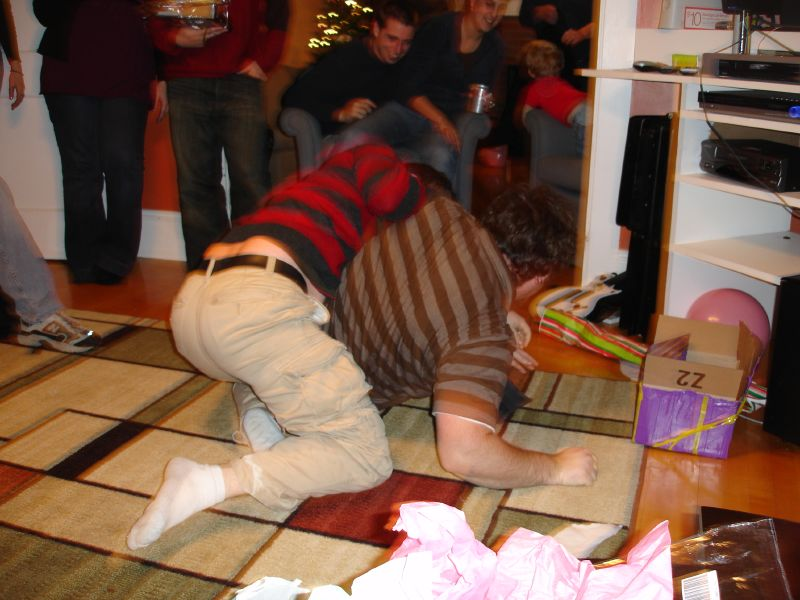
Lutte dans le cadre de Festivus

Les « exploits de force » sont la dernière tradition observée dans la célébration de Festivus, célébrée immédiatement après (ou dans le cas d'épisode, pendant) le dîner de Festivus. Le chef de famille choisit une personne lors de la célébration du Festivus et la défie à un match de lutte. La tradition veut que Festivus ne soit pas terminé tant que le chef de famille n'a pas été maintenu au sol. Dans The Strike, cependant, Kramer parvient à contourner la règle en créant une excuse pour partir. Les prouesses de force sont mentionnées deux fois dans l'épisode avant qu'elles n'aient lieu. Dans les deux cas, aucun détail n'a été donné sur ce qui s'était passé, mais dans les deux cas, George Costanza s'est enfui du café dans un état de panique totale, ce qui implique qu'il avait eu de mauvaises expériences avec les prouesses de force dans le passé. Ce que ces prouesses de force impliquaient a été révélé à la toute fin de l'épisode, lorsqu'elles se sont produites.

#### Les miracles de Festivus
Cosmo Kramer déclare à deux reprises un « miracle Festivus » lors de la célébration du Festivus dans la maison Costanza. Kramer provoque la survenue de deux « miracles » en invitant deux bookmakers hors-piste (Tracy Letts et Colin Malone) à dîner avec Elaine (des hommes qu'Elaine souhaitait éviter), et en faisant croire à Gwen, la petite amie de Jerry, que Jerry la trompe.

## Adoption plus large

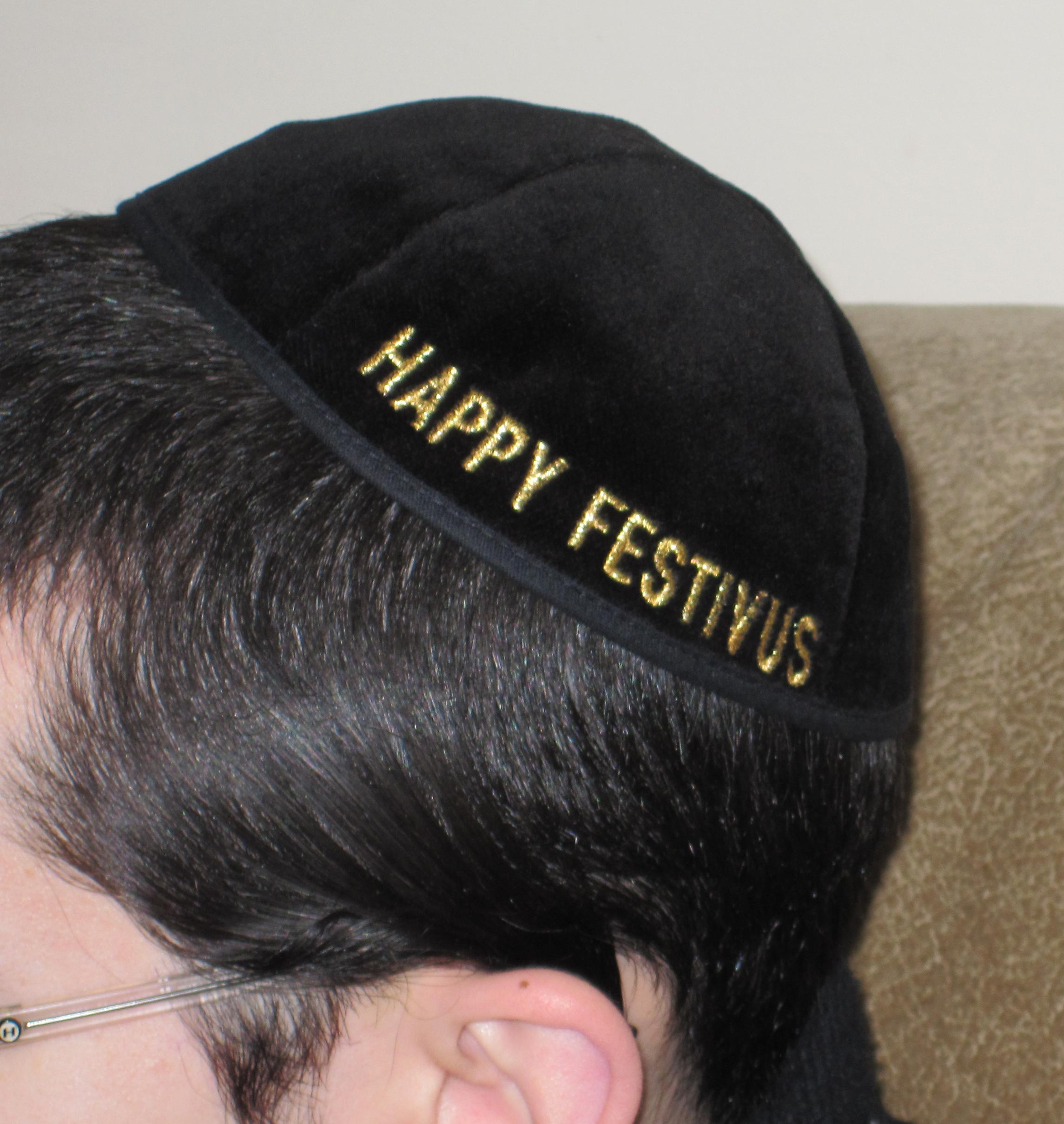
« Happy Festivus » brodé sur une kippa

Certaines personnes, dont beaucoup ont été inspirées par l'épisode de Seinfeld relate l'adoption précoce de Festivus. Le livre de 2012 du rabbin Joshua Eli Plaut , A Kosher Christmas: 'Tis the Season to Be Jewish', fait référence à Festivus. Le livre 2020 de Martin Bodek, The Festivus Haggadah  fusionne Pâque et Festivus. D'autres ont adopté Festivus comme un moyen de participer à une célébration non religieuse pendant la période des fêtes traditionnelle, par exemple en mettant en valeur les festivités hivernales.
Au cours du parcours des Ravens de Baltimore vers le championnat du Super Bowl XXXV en 2000, l'entraîneur-chef Brian Billick a émis une interdiction organisationnelle sur l'utilisation du mot « séries éliminatoires » jusqu'à ce que l'équipe ait décroché sa première place en séries éliminatoires. Les playoffs étaient plutôt appelés « Festivus » et le Super Bowl « Festivus Maximus ».
En 2005, le gouverneur du Wisconsin, Jim Doyle, a été déclaré « gouverneur Festivus » et, pendant la période des fêtes, a exposé un mât Festivus dans la salle familiale de la résidence exécutive de Madison, dans le Wisconsin. Le mât Festivus de Doyle datant de 2005 fait désormais partie de la collection du Wisconsin Historical Museum.
En 2010, un reportage de CNN mettant en vedette Jerry Stiller a détaillé la popularité croissante de la fête, y compris la collecte de fonds Festivus du représentant américain Eric Cantor. Le Christian Science Monitor a rapporté que Festivus était une tendance majeure sur Twitter cette année-là. En 2012, Google a introduit un résultat de recherche personnalisé pour le terme « Festivus ». En plus des résultats normaux, un poteau en aluminium sans ornement était affiché sur le côté de la liste des résultats de recherche et « Un miracle festivus ! » préfixait le nombre et la vitesse des résultats,. Également en 2012, un mât Festivus a été érigé sur une propriété de la ville de Deerfield Beach, en Floride, à côté d'expositions de fêtes à thème religieux. Un poteau Festivus similaire a été exposé à côté d'expositions religieuses au Capitole de l'État du Wisconsin, avec une bannière fournie par la Freedom From Religion Foundation prônant la séparation du gouvernement et de la religion. En 2013 et 2014, Chaz Stevens a érigé un poteau Festivus construit avec 6 pieds (1,8 m) des canettes de bière à côté d'une crèche et d'autres décorations de fêtes religieuses dans le bâtiment du Capitole de l'État de Floride, en guise de protestation en faveur de la séparation de l'Église et de l'État. En 2015, le même homme a obtenu la permission d'exposer un mât Festivus décoré sur le thème de la fierté gay et surmonté d'une boule disco pour célébrer la décision de la Cour suprême des États-Unis sur le mariage homosexuel, dans les capitoles des États de Floride, de Géorgie, de l'Illinois, du Michigan, du Missouri, de l'Oklahoma et de Washington.
En 2016, le sénateur américain Rand Paul a publié une édition spéciale Festivus du rapport The Waste Report. Le Festivus, « l'expression des griefs », est devenu une tradition annuelle pour Paul sur Twitter,,. En 2016, le Tampa Bay Times est devenu le premier journal à permettre à quiconque de soumettre des griefs concernant Festivus via son site Web, avec la promesse de les publier le 23 décembre, le jour du jour férié de Festivus. Le Times continue de solliciter et de publier chaque année des griefs provenant du monde entier. Une célébration publique annuelle Festivus a lieu à Pittsburgh depuis 2005, avec des groupes de musique en direct, un concours de questions-réponses sur Seinfeld et des traditions de vacances. En 2017, le Pittsburgh City Paper a qualifié sa 13e édition de « la plus longue célébration de la Sein-Culture dans le « Burgh »,. En 2018, le conseil municipal de Wollongong (Nouvelle-Galles du Sud, Australie) a nommé une voie « Festivus Lane » dans la banlieue de Corrimal. Le nom a été choisi car la célébration de Festivus, initiée par les résidents, est devenue un événement annuel local.
En 2021, le champion du monde de lutte poids lourd de la WWE, Big E, a commencé à porter des débardeurs personnalisés à l'antenne, ornés de slogans et d'images de la version de Festivus de Seinfeld.
La société de chemins de fer The Wagner Companies, a obtenu les droits exclusifs pour la fabrication de poteaux Festivus, comme ceux utilisés dans l'épisode, et, depuis 2005, la société en vend environ 800 par an, au prix de 39 dollars chacun.

## Tentatives de reconnaissance nationale
En 2022, les comptes officiels de Seinfeld sur les réseaux sociaux ont créé une pétition sur le site change.org pour faire de Festivus un jour férié national le 23 décembre et ont encouragé l'utilisation du hashtag #MakeFestivusOfficial. La vidéo faisant la promotion de la pétition souligne que Festivus mérite autant d'être reconnu que d'autres fêtes nationales non officielles, telles que la Journée nationale du bagel, la Journée des patrons et la Journée « Câlinons un musicien »,.